# Pilobolus lentiger

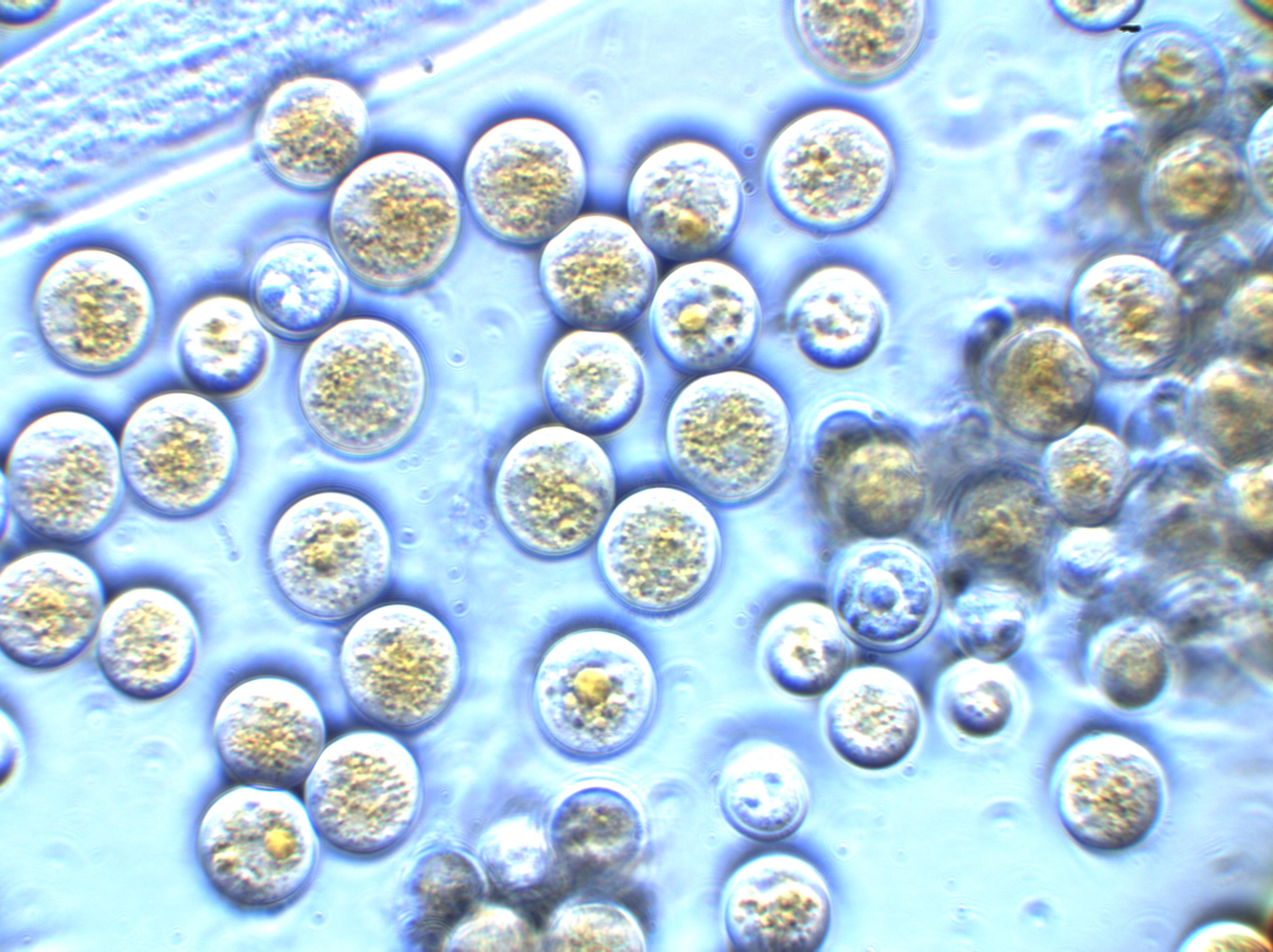
Zarodniki

Pilobolus lentiger Corda – gatunek grzybów z rzędu pleśniakowców (Mucorales). Grzyb saprotroficzny i koprofilny żyjący na odchodach zwierząt roślinożernych.

## Systematyka
Pozycja w klasyfikacji według Index FungorumPilobolus, Pilobolaceae, Mucorales, Incertae sedis, Mucoromycetes, Mucoromycotina, Mucoromycota, Fungi.
Synonimy
- Pilobolus borzianus Morini 1905
- Pilobolus borzianus var. geminatus Morini 1909
- Pilobolus exiguus Bainier 1882
- Pilobolus kleinii f. sphaerosporus Grov 1884
- Pilobolus kleinii var. sphaerosporus (Grove) A. Fisch. 1892
- Pilobolus lentiger var. macrosporus Berl. & De Toni 1888
- Pilobolus oedipus Bref. 1881
- Pilobolus oedipus subsp. lentiger (Corda) P. Karst. 1878
- Pilobolus sphaerosporus (Grove) Palla 1900
- Pycnopodium lentigerum (Corda) Corda 1842

Nazwa polska grzybów z rodzaju Pilobolus to zrywka.

## Charakterystyka
Cykl życiowyGdy zarodnia Pilobolus dojrzeje, zostaje wraz z zarodnikami konidialnymi wyrzucona na pewną odległość w trawę otaczająca odchody. Gdy zarodniki wraz z trawą zostaną zjedzone przez zwierzę roślinożerne, przechodzą bez uszkodzenia przez jego przewód pokarmowy i po wydaleniu wraz z odchodami od razu mają korzystne warunki do rozwoju. Kiełkują, a wyrastająca z nich grzybnia przerasta łajno odżywiając się zawartymi w nim substancjami organicznymi. Później na zewnątrz łajna z grzybni wyrastają sporangiofory z zarodniami.
Budowa zarodniSporangiofor Pilobolus ma charakterystyczną, wyjątkową budowę. Hialinowy konidiofor zakończony jest podobnym do balonu pęcherzykiem, kolumellą i czarną zarodnią na szczycie. Zarodnia zbudowana jest z dwóch warstw; wewnętrznej, otaczającej zarodniki i zewnętrznej. Warstwa zewnętrzna u podstawy jest słabsza, mniej skutynizowana i ulega stopniowemu zgalaretowaceniu. W zarodni w miarę jej dojrzewania następuje wzrost ciśnienia. Gdy przekroczy wytrzymałość zarodni, powoduje rozszczepienie się jej warstw. Zarodnia pęka w najsłabszym miejscu przy podstawie i siłą odrzutu zostaje wyrzucona na odległość czasami nawet ponad 2 m. Powstaje przy tym trzask możliwy do usłyszenia z kilku metrów. Odrzucona zarodnia przykleja się do podłoża swoją dolną, zgalaretowaciałą ścianą. Jej wewnętrzna warstwa pozostaje nieuszkodzona, dzięki czemu znajdujące się w niej zarodniki przez długi czas są chronione i zachowują zdolność kiełkowania.

## Występowanie
Znane jest występowanie Pilobolus lentiger tylko w Europie. W Polsce podano dwa stanowiska (Adam Wodziczko 1911, Alina Skirgiełło i Zadara 1979).